# Sebastes aurora
Sebastes aurora és una espècie de peix pertanyent a la família dels sebàstids i a l'ordre dels escorpeniformes.

## Etimologia
Sebastes prové del mot grec sebastes (august, venerable), mentre que aurora fa referència a la seua coloració.

## Descripció
Fa 41 cm de llargària màxima i la seua coloració va del vermell al rosa al dors i argentada als flancs i el ventre. 13 espines i 12-14 radis tous a l'única aleta dorsal, la qual s'estén sobre la major part de la longitud del dors. 3 espines i 5-6 radis tous a l'aleta anal. 16-18 radis tous a les aletes pectorals. 1 espina i 5 radis tous a les aletes pelvianes. Espines del cap fortes. Presència d'espines nasals, preoculars, supraoculars, postoculars, timpàniques, parietals i nucals. Lòbuls petits que es projecten des de la part anterior de la mandíbula superior. La segona espina de l'aleta anal és més allargada que la tercera. Línia lateral contínua. 24-28 branquiespines. Absència d'aleta adiposa. Aleta caudal truncada.

## Reproducció
És de fecundació interna, vivípar i amb larves planctòniques i joves pelàgics. Al corrent de Califòrnia, l'època reproductiva té lloc entre els mesos de març i juliol.

## Alimentació
El seu nivell tròfic és de 3,14.

## Hàbitat i distribució geogràfica
És un peix marí i batidemersal (entre 124 i 769 m de fondària, normalment entre 366 i 550), el qual viu al Pacífic nord-oriental: és comú en alta mar des de l'illa de Vancouver (la Colúmbia Britànica, el Canadà) fins a la isla Cedros (Baixa Califòrnia, Mèxic), incloent-hi els Estats Units i el corrent de Califòrnia.

## Observacions
És inofensiu per als humans, el seu índex de vulnerabilitat és alt (56 de 100) i la seua longevitat és de 75 anys.